# Alonso de la Peña Montenegro
Alonso de la Peña Montenegro (Padrón, Reino de Galicia, Corona de Castilla; 29 de abril de 1596-Quito, Virreinato del Perú, Imperio español; 12 de mayo de 1687) fue un eclesiástico católico español. Fue obispo de Quito, desde 1653 hasta su fallecimiento en 1687.

## Biografía
Alonso nació en familia noble, el 29 de abril de 1596, en Padrón, del Reino de Galicia, de la Corona de Castilla.
Estudió Teología en la Universidad de Santiago de Compostela; donde obtuvo el correspondiente título en 1623, en la capilla de la Comunión de la catedral compostelana. Fue catedrático en la misma Universidad.
Posteriormente cursó estudios en Salamanca gracias a una beca. Fue un teólogo reconocido por su erudición en ciencias eclesiásticas; además de catedrático en la misma materia y como rector en la Universidad de Compostela.
Ganó el concurso de méritos y oposición para la canonjía de Iria Flavia. Después en 1632 se ordenó sacerdote y continuaría su carrera como canónigo magistral de Mondoñedo y luego de Santiago de Compostela. 

### Episcopado
El 4 de marzo de 1653 el Rey de España Felipe IV lo seleccionó como obispo de Quito, siendo confirmado el 18 de agosto de 1653, por el papa Inocencio X. Primero desembarcó en Cartagena de Indias, luego pasó por Bogotá, donde recibió la consagración episcopal en abril de 1654, a manos del arzobispo, Cristóbal de Torres.
Contribuyó con importantes sumas de dinero para la reedificación de la Iglesia Catedral de Quito. Fue muy querido y respetado por sus diocesanos. Se mostró generoso y caritativo; se complacía en repartir personalmente las limosnas a los pobres. Disimuladamente solía entrar en casas de familias indigentes a las cuales socorría generosamente.

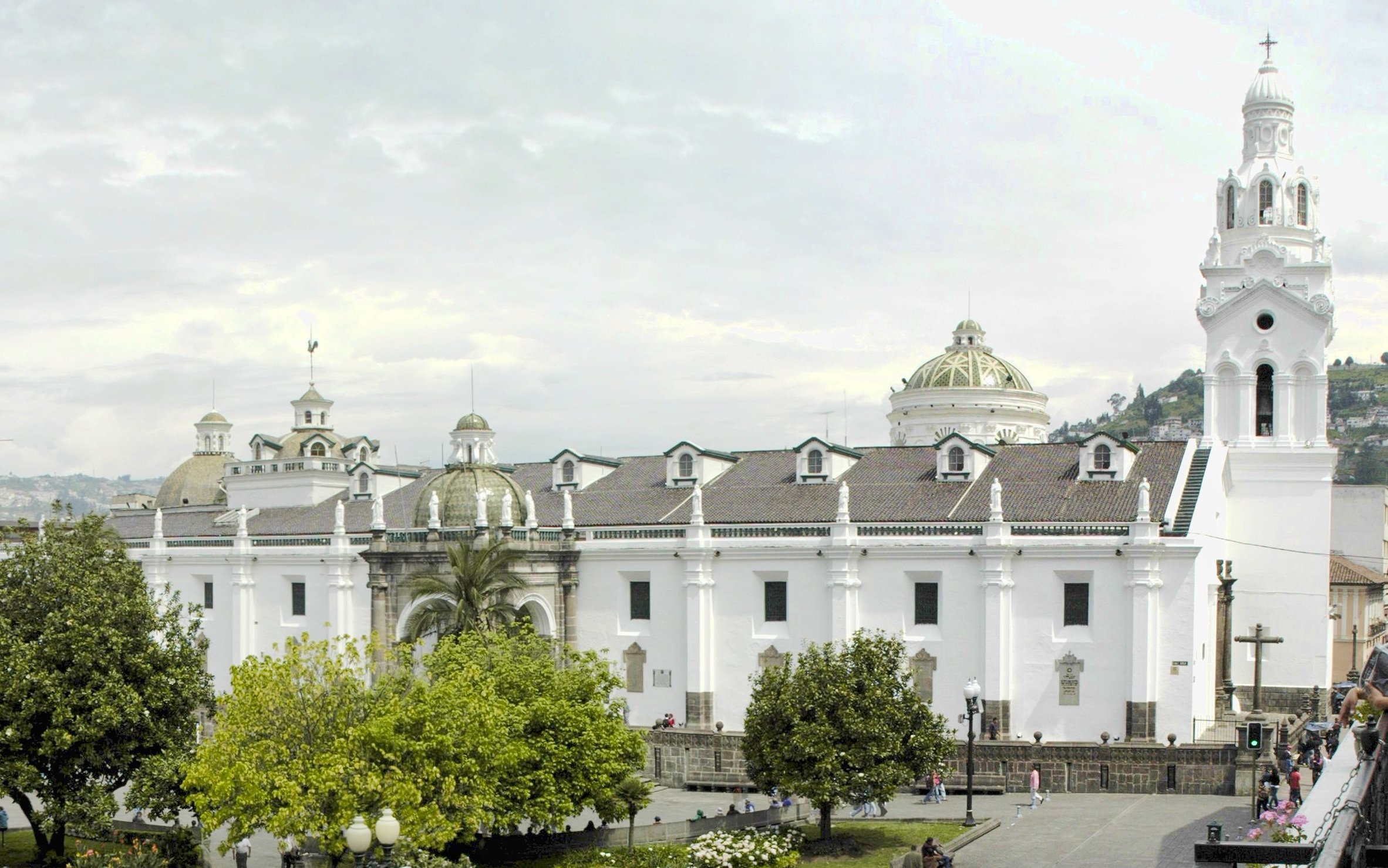
Catedral Metropolitana de Quito, a la que ayudó en su reconstrucción

Fue un obispado que duró treinta y cuatro años. Por esta razón su influencia dentro en la Real Audiencia solo puede ser comparable con lo que sería la presidencia de Antonio de Morga que estaría en el poder por dos décadas en la primera mitad del siglo XVII. Durante este tiempo, visitó también el territorio de su jurisdicción y logró constatar las verdaderas necesidades que existía en la población. Además también se dio cuenta de las dificultades que existían al momento de comunicar las doctrinas y las falencias de la evangelización por lo que decidió empezar a escribir la obra que sería su mayor legado: el itinerario. Su influencia fue tal que interinamente fungió como presidente de la Real Audiencia por cerca de cuatro años. Uno de esos sucesos se daría en 1673 que fallecería el entonces Presidente Diego del Corro Carrascal, lo que le obligaría a presidir la audiencia hasta que Lope Antonio de Munive lo reemplace. Lope había sido oidor de la Audiencia de Lima y durante su gobierno existieron varias diferencias que giraron en torno a la conducta del vicario general del Obispado Domingo Laje de Sotomayor, quien Alonso protegía.
Además, tendría que enfrentar varios problemas como las invasiones de piratas ingleses. También por la cantidad de años que estuvo en el cargo tuvo desgaste y algunas de sus decisiones fueron polémicas. Su personalidad que era orgullosa y muchas veces rígida en el trato no ayudaba tampoco. El historiador Federico González Suárez, que en su historia general de Ecuador analiza a detalle este siglo considera que muchas veces fue débil y no logró hacer respetar su autoridad, especialmente con las faltas del clero, lo que causó que la moral se relaje y las costumbres se deterioren. También fue fruto de polémica su negativa a la orden dominica para la fundación de la Universidad San Fernando. Es importante recordar que para ese entonces ya existían tres universidades funcionando en la Real Audiencia, la San Fulgencio, la San Gregorio y la Santo Tomás, de los dominicos.Fue recordado con mucho aprecio por su trabajo para la reedificación de la Catedral Primada de Quito, a lo que contribuyó con dinero personal y terminaría de decorarse en su interior en el siglo XVIII con el trabajo de Manuel de Samaniego. No solo hacía donaciones grandes y públicas, su generosidad se caracterizaba por repartir limosna de manera anónima también entre los pobres. Estos actos después los plasmaría conceptualmente en su libro más conocido.
El historiador Federico González Suárez resume el aprecio que existía para con Alonso de la Peña en la Audiencia de Quito, especialmente por su prudencia, piedad y caridad con los indígenas:

El Ilustrísimo señor don Alonso de la Peña y Montenegro fue amado y respetado generalmente de sus diocesanos; generoso en aliviar los padecimientos de los pobres, se complacía en repartir, con su propia mano, gruesas limosnas todos los días; muchas veces salía de su palacio y, fingiendo que andaba de paseo, entraba en las casas de las familias indigentes, y, con disimulo, les dejaba oportunos socorros; en su tiempo se erigieron en el coro de esta Catedral las canonjías de   -316-   oficio, a saber: la penitenciaria, la magistral, la doctoral y la teologal; y además dos medias raciones; con capitales propios puestos a censo fundó cuatro beneficios simples para otros tantos capellanes de coro, a fin de que el culto divino fuera desempeñado con pompa y solemnidad; contribuyó con sumas considerables para la reedificación de la iglesia Catedral; ensanchado y hermoseado el templo, lo consagró solemnemente con las ceremonias y ritos del Pontifical romano, en la tercera Domínica de octubre de 1667.
González Suárez sobre Alonso de la Peña

### Fallecimiento
Su salud empezó a deteriorarse desde que en 1684 sufrió un ataque cerebral repentino. Siempre fue robusto y fuerte de salud, sin embargo después de ese suceso perdió parte de su memoria y rapidez mental. Por esta razón no podría dedicarse al gobierno de su diócesis. Esto causaría que el 27 de enero de 1686 sería nombrado Fausto de la Cueva como el siguiente obispo de Quito. Falleció el 12 de mayo de 1687 a los noventa y un años de edad, en Quito donde había sido su obispo y donde fue sepultado. Como es típico un recuadro a imagen completa se encuentra en la Sala Capitular de la Catedral de esa ciudad.
Alonso había dotado su panteón en la Colegiata de Iria Flavia. Éste mausoleo se encuentra vació, pero tiene una bella estatua orante del obispo.

## Itinerario para párrocos de indios

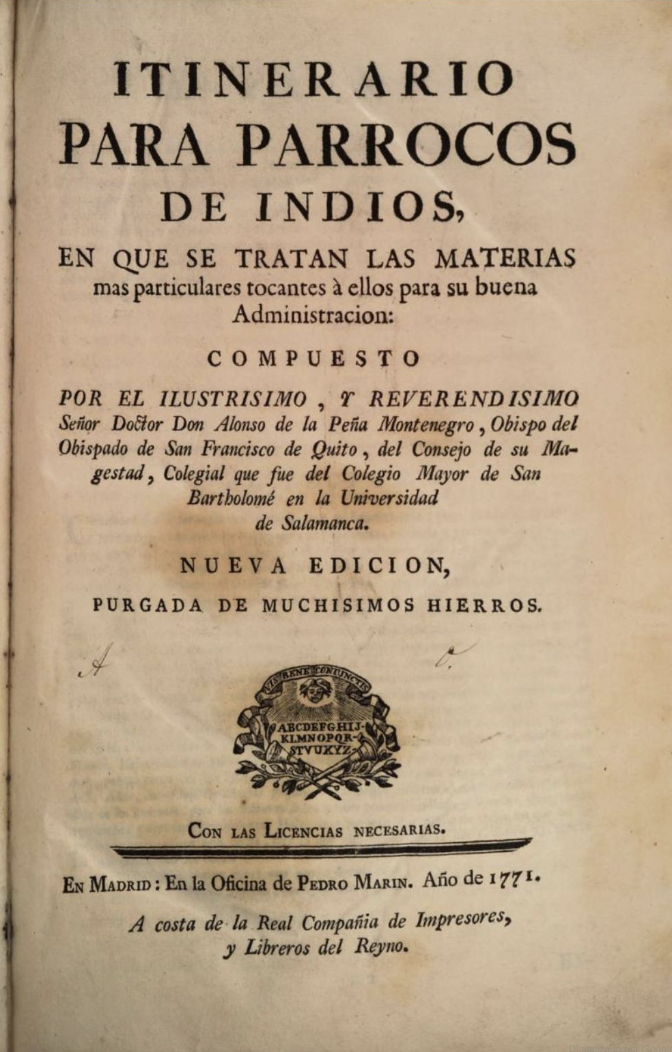
Itinerario para Párrocos de Indios del obispo Alonso de la Peña y Montenegro

Escribió la obra "Itinerario para párrocos de indios" subtitulada en que se tratan las materias más particulares tocantes a ellos para su buena administración. Es un libro clave para entender cómo se aplicó la concepción que tenían de los indígenas en la península, cuando empezaron las misiones de evangelización en los territorios de la Real Audiencia de Quito en la región sierra así como en las misiones que se desarrollaron en Maynas y Quijos con las distintas órdenes religiosas como la compañía de Jesús, los franciscanos y los agustinos.
Dentro de las ideas más destacables se encuentra su afirmación de que los indios son seres libres y no deben ser obligados a convertirse a la fe cristiana faltando a su voluntad. Además apoyaba la idea de que los indígenas tengan derecho a ser ordenados como sacerdotes. La estructura de la obra se divide en cinco partes:
- Elección y canónica institución del párroco
- Naturaleza y costumbres de los indios
- De cómo administrar la pastoral a los indios
- Preceptos de la Iglesia y modos de cumplirlos
- Privilegios de obispos, religiosos, visitadores e indios, más asuntos diversos

Este libro junto al "Perfecto confesor y cura de almas" de Juan Machado de Chávez conforman las dos obras principales de los primeros siglos de la colonia en ese territorio y son una ventana hacia las costumbres, la vida religiosa y el rol que tenía la iglesia en su relación con la monarquía. Según el historiador Julio Tobar Donoso, este documento es una “enciclopedia de sociología pastoral”. Al mismo tiempo, además de su valor sociológico en la parte analítica, es un manual que recomienda la defensa de los derechos de los indígenas. De esta manera prolonga la vigencia del derecho desarrollado por los escolásticos de Salamanca, según la tradición de Vitoria, Soto, Cobarrubias, Suárez y de Solórzano Pereira. Algunos de los temas más importantes que se tratan en la obra son el salario justo, el tributo, el transporte a espaldas, los pagos por el ganado perdido, entre otras cosas. Muchos de los párrafos de esta obra son una defensa de las injusticias que vivían los pueblos americanos, lo que convierte a Alonso de la Peña en uno de los grandes procuradores de indios de la Real Audiencia de Quito, junto a Jodoco Ricke y a Pedro Bedón en el siglo anterior y Juan de León y Larrea, Miguel de Jijón y León y Pedro Vicente Maldonado en el siglo siguiente. Además, fue partidario de la evangelización en las lengas de los indígenas, siguiendo a Ricke quien había empezado el catecismo en quichua.

Su obra ganó popularidad y después de su publicación en Madrid en 1668, se reeditó cinco veces, difundiendo sus ideas tanto en América como en Europa. Fue uno de los tratados de teología pastoral más importantes de su época que tenía como objetivo su sistematización para cubrir las falencias de los evangelizadores y combatir la relajación de la moral que le preocupaba tanto. Alonso era consciente de que el bautismo por sí mismo no era suficiente para la interiorización del evangelio entre los cristianos nuevos y era necesario extirpar las idolatrías y prácticas paganas que existían en el mundo indígena. Para ello propuso quemar públicamente los ídolos, derribar los adoratorios y levantar cruces en su lugar. El itinerario se resume en el subtítulo de la obra que tiene como propósito: 
Contener los principios generales y la plenitud de las facultades del humanismo como soporte para el más alto y decidido compromiso cristiano.